# Тихон (Мединський)
Тихон Мединський або Калузький (біля 1400 — 1492) — чернець, засновник монастиря Тихонова пустинь, преподобний, святий Російської православної церкви, пам'ять якого святкується 29 червня (16 червня за старим стилем).

## Біографія
Про життя Тихона Мединського відомо небагато. Вважається, що він був родом з Києва, постригся в ченці в московському Чудовому монастирі, після чого пішов у глухі ліси між Мединю і Калугою, де оселився на березі річки Вепрейки, що впадає в Угру. За переказами, житлом святого було дупло велетенського дуба, стовбур якого зберігався в монастирі ще на початку XX ст. Їжею йому служили дикорослі плоди й трави, а воду він брав з викопаного власними руками колодязя. Чутки про подвиги відлюдника поширилися по окрузі, і до нього стали стікатися учні. У нього було два учні, Фоті та Герасим, з якими він передавав свій досвід аскетизму.
Житіє святого розповідає, що одного разу князь Ярослав, син Володимира Андрійовича Хороброго (за іншою версією, онук Володимира Хороброго Василь Ярославович), полюючи в місцевих лісах, виявив преподобного Тихона і наказав йому піти зі своїх володінь. У гніві князь навіть замахнувся на нього батогом. Однак в цей момент відбулося диво: рука князя оніміла, і він почав благати святого про прощення. Молитвою відлюдника князь зцілився і з цього часу став його ревним покровителем; запропонував йому землю, необхідну для побудови монастиря і за його сприянням на березі річки Вепрейки була побудована церква Успіння Божої Матері і заснований монастир, який отримав назву Успенського. Тихон Мединський став першим ігуменом монастиря і керував братією з лагідністю і смиренням.
За життя Тихона, у 1480 році, в околицях монастиря відбулися події Стояння на Угрі, які, на думку російських істориків, поклали кінець татаро-монгольській владі над Москівщиною. У декількох верстах від обителі, у селі Палаци на березі Угри, розташовувалася ставка князів Івана Молодого й Андрія Меншого, які очолювали московське військо. Помер преподобний Тихон в глибокій старості в 1492 р. і був похований на території монастиря в Успенській церкві. Шанування його встановилося незабаром після його смерті, і він був зарахований до лику святих на Соборі 1551 року (за іншими даними, на Соборі 1584 року). Наступником Тихона на посаді ігумена став його учень, преподобний Никифор.